# Hội chứng lùn
Hội chứng lùn hay achondroplasia là một rối loạn di truyền ở người, người bệnh có đặc điểm chính là lùn, không cao quá 132 cm, chiều cao của riêng phần thân có thể bình thường, nhưng tay và chân luôn ngắn. Ngoài ra,người bệnh thường có đặc điểm là đầu to, trán dô. Rối loạn này nói chung không ảnh hưởng đến trí tuệ người bệnh.
Người mắc achondroplasia có những tập hợp bệnh lý gọi là hội chứng, khác hẳn với bệnh lùn do tuyến yên không sản sinh đủ nội tiết tố tăng trưởng (GH), cũng khác với hội chứng Seckel (người tí hon), và khác chứng thấp lùn (Osteochondrodysplastic Dwarfism) do rối loạn sinh xương - sụn, cũng gây ra hiện tượng thấp lùn tương tự.

## Nguyên nhân
- Hội chứng lùn do đột biến trội ở một gen trên nhiễm sắc thể xôma (nhiễm sắc thể thường, không phải nhiễm sắc thể giới tính). Gen này mã hoá prôtêin tạo nên thụ thể yếu tố tăng trưởng nguyên bào sợi 3 (FGFR3),[6] ở dạng đột biến này làm nó hoạt động quá mức.[7] Khoảng 80% trường hợp là do đột biến mới, bắt nguồn từ tinh trùng của người cha.[8][9] Nguy cơ đột biến tăng lên theo tuổi của người cha. Nếu trẻ sinh ra là thể đồng hợp trội, thì thường chết trong khi mẹ  sinh ra hoặc trong giai đoạn sơ sinh do khó thở.
- Ở người, lùn do nhiều nguyên nhân khác nhau gây ra, nhưng hội chứng này là nguyên nhân phổ biến nhất, gây ra với tần số gặp hiện thống kê được là 1 / 27.500 người.[1]

## Dấu hiệu và triệu chứng
1) Thường gặp:
- Những người bị bệnh đã trưởng thành dù lớn hết cỡ vẫn chỉ có chiều cao khoảng 130 cm (đối với nam) và 123 cm (đối với nữ).
- Tuy lùn nhưng lưng dài bình thường, nên tỉ lệ chiều dài tay hay chân / chiều dài lưng nhỏ hơn hẳn so với người bình thường, hiện tượng này dễ nhận thấy (xem ảnh Jason ở bên).
- Người bệnh có cánh tay và cẳng tay không chỉ ngắn, mà còn có  bàn tay khác thường gọi là "trident hand" (tay đinh ba).
- Đầu to, trán dô hẳn ra ngoài.
- Gai cột sống cong lồi hoặc cong lõm.
- Chân vòng kiềng.
- Nhiễm trùng tai thường xuyên, do tắc vòi Ơstat (trompe d'Eustache) tức vòi nhĩ.
- Khi ngủ có thể có hiện tượng đôi lúc ngừng thở.
- Tuổi thọ thường kém người thường khoảng 10 năm.

2) Đặc điểm bộ xương:
- Hộp sọ lớn, với một lỗ nhỏ hẹp và nền sọ tương đối nhỏ.
- Các thân đốt sống ngắn và dẹt, độ dày đĩa đệm tương đối lớn, ống tủy hẹp.
- Cánh xương chậu nhỏ và vuông.
- Các xương hình ống dày hơn bình thường.
- Ngoài ra, người bệnh thường bị "dính khớp đôi". Chẩn đoán thai nhi được thực hiện bằng siêu âm, phát hiện sự tiến triển thiếu cân đối giữa chiều dài xương đùi với đường kính hai đầu xương theo tuổi.

## Nguyên nhân

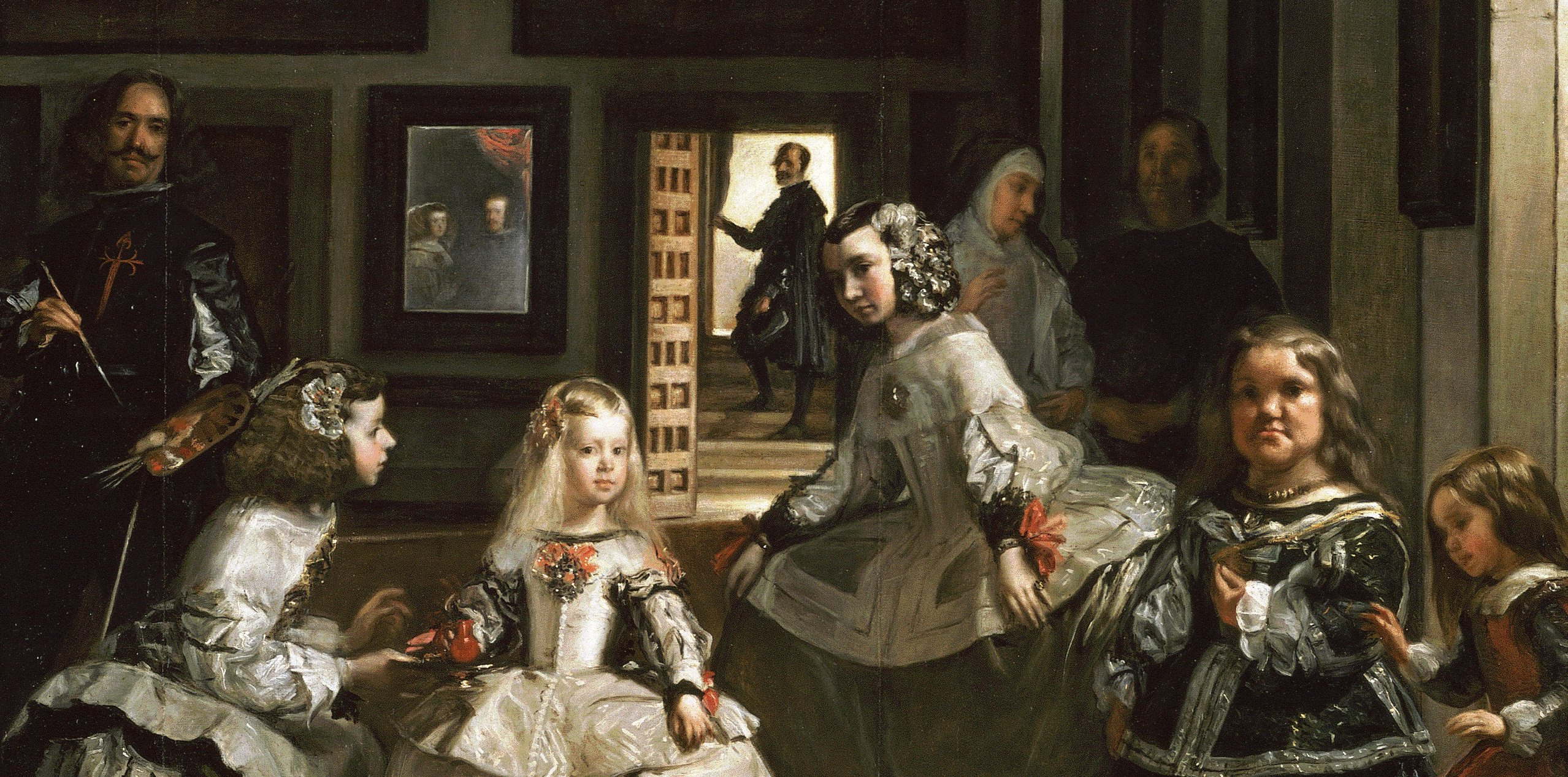
Tranh vẽ Maribarbola và Nicolasito Pertusato (bên phải) là những người mang hội chứng này trong đoàn tùy tùng của Infanta Margarita. Tranh của Diego Velázquez (1656)

Những người lùn đã được biết đến từ lâu và thường được vua, chúa và giới quý tộc tuyển làm người hầu (xem tranh bên). Tuy nhiên, chưa rõ nguyên nhân. Gần đây, do sự phát triển của khoa học, người ta đã biết nguyên nhân gây hội chứng này. 
- Hội chứng lùn do đột biến trội ở một gen trên nhiễm sắc thể xôma (nhiễm sắc thể thường, không phải nhiễm sắc thể giới tính), di truyền theo quy luật Menđen. Gen này mã hoá prôtêin tạo nên thụ thể yếu tố tăng trưởng nguyên bào sợi 3 (FGFR3),[6] ở dạng đột biến này làm nó hoạt động quá mức.[7] Khoảng 80% trường hợp là do đột biến mới, bắt nguồn từ tinh trùng của người cha.[8][9] Nguy cơ đột biến tăng lên theo tuổi của người cha. Nếu trẻ sinh ra là thể đồng hợp trội, thì thường chết trong khi mẹ  sinh ra hoặc trong giai đoạn sơ sinh do khó thở.
- Ở người, lùn do nhiều nguyên nhân khác nhau gây ra, nhưng hội chứng này là nguyên nhân phổ biến nhất, gây ra với tần số gặp hiện thống kê được là 1 / 27.500 người.[1]